# Квір-тематика в Докторі Серафікусі
У романі «Доктор Серафікус» квір-тематика, що загалом була явищем не притаманним українській літературі. ЛГБТ+-спільнота існувала «в шафі», а отже, зображення таких героїв у літературі не відбувалося за поодинокими виключеннями. В. Домонтович, чиї романи були опубліковані у 20-х р.р ХХ століття, є явищем унікальним для  української квір-літератури. [Архівовано 29 Листопада 2017 у Wayback Machine.]. Соломія Павличко в «Дискурсі модернізму в українській літературі» пише, що «Петров виявився першим (і поки останнім) серед чоловіків-письменників, хто, хоч і в замаскованому вигляді, поставив в українському контексті питання любові двох чоловіків».

### Сюжетна ланка
Сюжет розгортається довкола стосунків головного героя – Комахи – з жінками, і в процесі розгортання сюжету ми знайомимося з Ірцею, Тасею й Вер, проте видається, що почуття до жінок у Серафікуса суто платонічні. За натурою своєю доктор, як відомо, відлюдькуватий, у питаннях стосунків і сексуальності – дуже закомплексований, відчуває огиду щоразу, як розмови доходять питань особистого життя. Чоловік патологічно боїться жінок, уникає їх, а коли врешті йде з ними на контакт – не розуміє, як поводитися. 
Найближчий друг головного героя – Корвин, художник, який колись мав наречену на ім’я Таня Беренс. Саме від Корвина, і з його точки зору, ми дізнаємося про їх з доктором романтичні стосунки. 
Постає незвичний для української літератури любовний трикутник: два чоловіки й жінка, проте тут в одного чоловіка – бісексуальна закоханість, в якій Корвин не розділяв двох рецепієнтів свого кохання. Він однаково кохав як свою наречену, так і Комаху, якого теж називав своїм нареченим. Він мріяв познайомити Комаху й Таню, проте щойно це сталося - романтика зникла разом із таємним коханням на трьох, про яке двоє учасників і не здогадувалося. 

### Природа стосунків
У розмові з Вер Корвин пригадує давню «дружбу» з доктором, на межі з юнацтвом і зрілістю, яку він називає скоріш «зворушливою закоханістю, ніжністю, відданістю». Чоловікові важко було розповісти все жінці, бо, як можемо здогадатися, тема видавалася йому забороненою, табуйованою. 
Власне, постає питання про природу стосунків: чи була ця закоханість для Серафікуса такою ж, як і закоханість до жінок? С. Павличко, що досліджувала це питання, наголошувала на тому, що «важлива не фізична сторона й навіть не те, відбувся чи не відбувся зв’язок двох осіб однієї статі, важлива сама можливість, легалізація такого зв’язку». Однак, це питання є дискусійним через неоднозначність лексики, яку В. Домонтович використовує, описуючи стосунки між чоловіками: «Доктор Серафікус не кликав, Корвин сам прийшов до нього, взяв його дружбу, переміг нехіть опір, небажання, замкненість, безініціятивну пасивність. Бажаючи віддатися, Корвин примушений був узяти». Зацитовані рядки прямо вказують на сексуальний характер стосунків між Корвином і Комахою, проте їхні стосунки були більше, аніж виключно фізичними. Їхню «дружбу» Корвин називав спільним життям і «духовним шлюбом», а друзі й знайомі називали пару чоловіком і дружиною. Вони ходили в парки, театри, до університету – саме це в Комахи асоціювалося зі стосунками з жінками. "Ми отримуємо вперше написану відносно щасливу ситуацію кохання між двома чоловіками" - такого висновку доходить Соломія Павличко. 

### Сексуальна орієнтація героїв
Комаха постає перед нами, як людина ледь не агендерна, асоціальна, тому певні відхилення від загальноприйнятого ідеалу сексуальності є органічною деталлю його образу. Зважаючи на його історію стосунків, стає зрозумілим те, що чоловік є асексуалом-біромантиком, тобто він спроможний покохати людину будь-якого гендеру, але сексуальні зв’язки його не цікавлять. «У мене нема жадного бажання зустрічатися з кимсь – чоловіком чи жінкою, однаково – крім тебе» - каже Серафікус Вер. 
Їхні стосунки, як зазначила С. Павличко, були неорганічними й штучними, бо, можливо, не були прийнятними для його типу сексуальності. 
Асексуальність Комахи пояснює його відразу до стосунків, а факт того, що він підпадає під опис біромантика повною мірою виправдовує його спроможність кохати. Корвин же – бісексуал, який зміг побудувати стосунки як з чоловіком, так і з жінками.